# Tridentsko-Horní Adiže
Tridentsko-Horní Adiže nebo Tridentsko-Jižní Tyrolsko (italsky Trentino-Alto Adige, německy Trentino-Südtirol, ladinsky Trentin-Südtirol, mezi lety 1919 až 1947 italsky Venezia Tridentina) je autonomní region v severní Itálii.
Sousedí na severozápadě se Švýcarskem, na severu s Rakouskem, na jihozápadě s Lombardií a na východě a jihovýchodě s Benátskem. Ve své hornaté části je kraj poměrně řídce osídlen, většina obyvatel žije v údolí řeky Adiže. K regionu patří také malá severní část Gardského jezera s městem Riva del Garda. Hlavními ekonomickými zdroji obyvatel jsou turistika, obchodování, pěstování vinné révy a ovoce (zejména jablek), některá průmyslová odvětví a výroba elektřiny v hydroelektrárnách.

## Historie

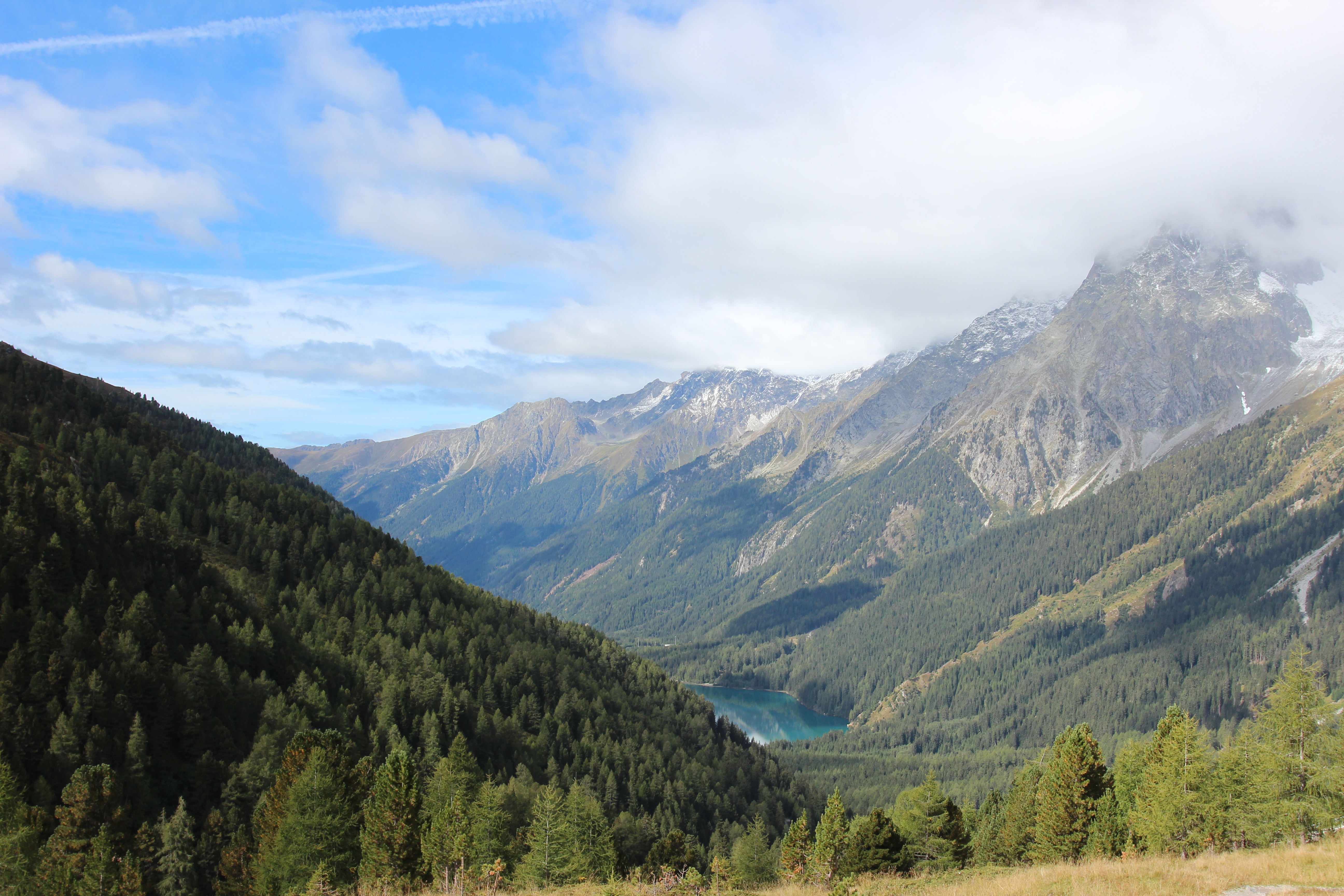
Passo Stalle

V oblasti žili původně Rétové, v 5. století před naším letopočtem přišli Keltové. Od 3. století před naším letopočtem začali do regionu pronikat Římané. Po pádu Římského impéria přišli do oblasti Gótové, následovali Langobardi a Frankové. Mezi 11. a 13. stoletím náležela severní část regionu pod správu biskupství v Brixenu, zatímco jižní část spravoval biskup z Trenta. Ve druhé polovině 14. století ovládli kraj Habsburkové. V roce 1918 se stal součástí Italského království.

## Geografie
Většinu území tvoří hornatá krajina. Severní oblast pokrývají Jižní Alpy, na východě se rozkládají Dolomity. V severozápadní části leží Ötztalské Alpy, respektive Alpi Venoste, na západě leží pohoří Ortles s nejvyšším vrcholem Ortler (3 905 m) a na jihozápadě se rozkládá skupina Brenta. Nad Dolomity, na severovýchodě leží Zillertalské Alpy, jihovýchodně od pohoří leží údolí Val Pusteria. Středem kraje protéká řeka Adiže. V kraji se nachází řada jezer ledovcového původu.

## Územní uspořádání

Tridentsko-Horní Adiže

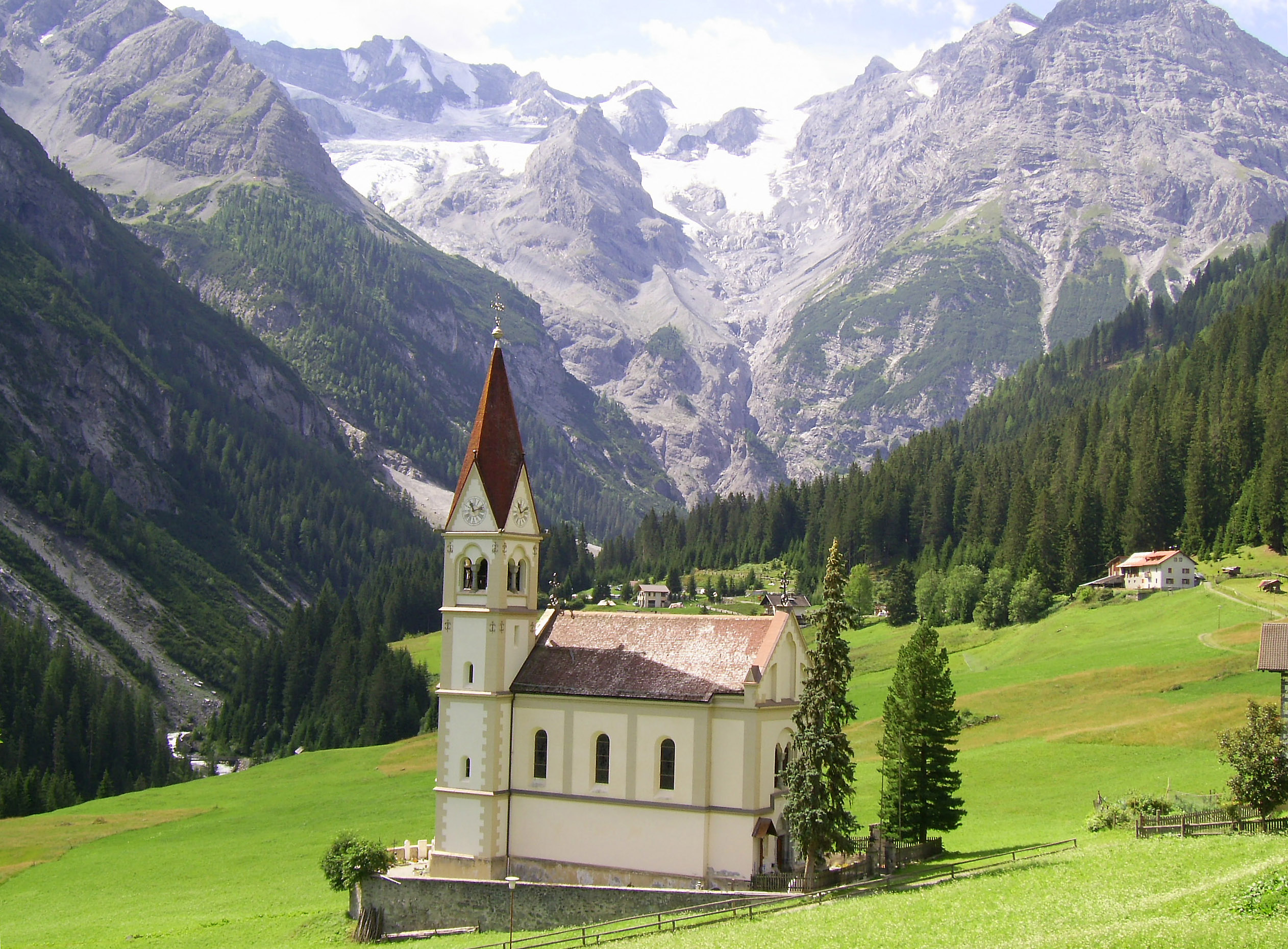
Kostel Panny Marie v Trafoi

Kraj se dělí na dvě provincie: Trident (Trento) a Bolzano (Bozen). Na rozdíl od ostatních italských autonomních oblastí mají vlastní autonomii i obě provincie. Území moderní autonomní oblasti bylo do roku 1918 součástí Rakouska-Uherska, v jehož rámci tvořilo nejjižnější část rakouské korunní země Tyrolska. Název je odvozen od řeky Adiže. Hlavním městem je Trento (Trident).

## Demografie
Region lze z etnického hlediska rozdělit na dvě části. Na severu, v oblasti Horní Adiže, má většinu (69 %) německy mluvící obyvatelstvo. Z historického hlediska se jedná o Jižní Tyrolsko, německy Südtirol. Uvedený procentní podíl obyvatel s německou rodnou řečí platí pro celou autonomní provincii Bolzano. Velká města oblasti, Bolzano a Merano, vykazují početné italské komunity, zatímco v menších obcích zcela převažují mluvčí němčiny (resp. tamějšího dialektu). Němčina je vedle italštiny úředním jazykem a názvy měst a obcí jsou dvojjazyčné. Žijí zde také lidé mluvící ladinštinou, jedním z původních románských jazyků. V jižní části kraje, Tridentsku, tvoří italsky mluvící obyvatelé více než 95 % populace.

## Cestovní ruch

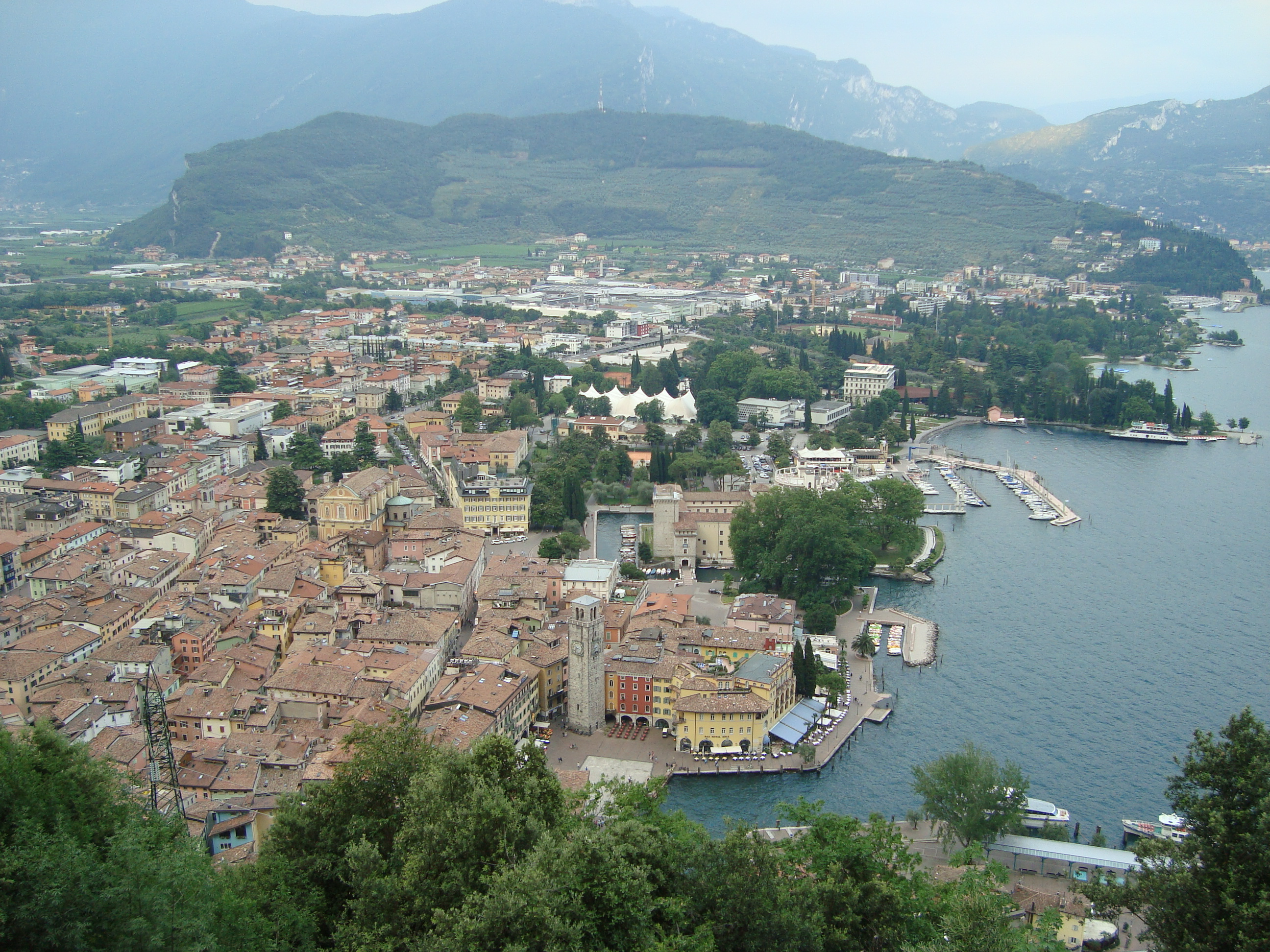
Pohled na město Riva del Garda na severním břehu Gardského jezera

V celé oblasti Tridentsko-Horní Adiže panuje velmi významný cestovní ruch, a to jak v letním, tak v zimním období. Velký ekonomický přínos turistiky se do značné míry zakládá na popularitě této atraktivní oblasti v Německu, ale také v jiných zemích včetně Česka. Na základě příjmů místních obyvatel z pronájmu ubytovacích kapacit, restauračních služeb a prodeje zboží a služeb patří tato oblast k nejbohatším v celé Itálii. Má velmi dobře vyvinutou infrastrukturu, což platí i pro sousední Benátsko (Veneto). Jako příklad lze uvést dobré silnice a soustavu moderních silničních tunelů pod horským masivem po téměř celé délce západního břehu Gardského jezera, které se rozkládá jak v této oblasti, tak v sousedním Benátsku a Lombardii. V provincii Horní Adiže byly kromě moderní dálnice a silnic vybudovány mimo jiné nespočetné lanovky a vleky a další potřebné infrastrukturní kapacity pro zájemce o lyžování a další sporty v Dolomitech.

## Hlavní centra regionu
- Trento
- Bolzano
- Merano
- Bressanone (Brixen)
- Riva del Garda